# City-Tunnel Leipzig
| Straight track | Unknown BSicon "tSTRa" |

| Unknown BSicon "tSTRa" | Unknown BSicon "tSTR" |

| Unknown BSicon "tBS2l" | Unknown BSicon "tBS2r" |

| Unknown BSicon "tBHF" |

| Unknown BSicon "tHST" |

| Unknown BSicon "tHST" |

| Unknown BSicon "tHST" |

| Unknown BSicon "tSTRe" |

City-Tunnel Leipzig är en järnvägstunnel under centrala Leipzig i Tyskland som invigdes 2013. Tunneln är  3,6 km lång och trafikeras av pendeltåg, regionaltåg och fjärrtåg. Byggnationen av tunneln startade 2003. Tunneln öppnade för trafik under centrala Leipzig December 2013. Stationen Leipzig Hauptbahnhof har extra långa perronger så att även fjärrtåg kan stanna här.

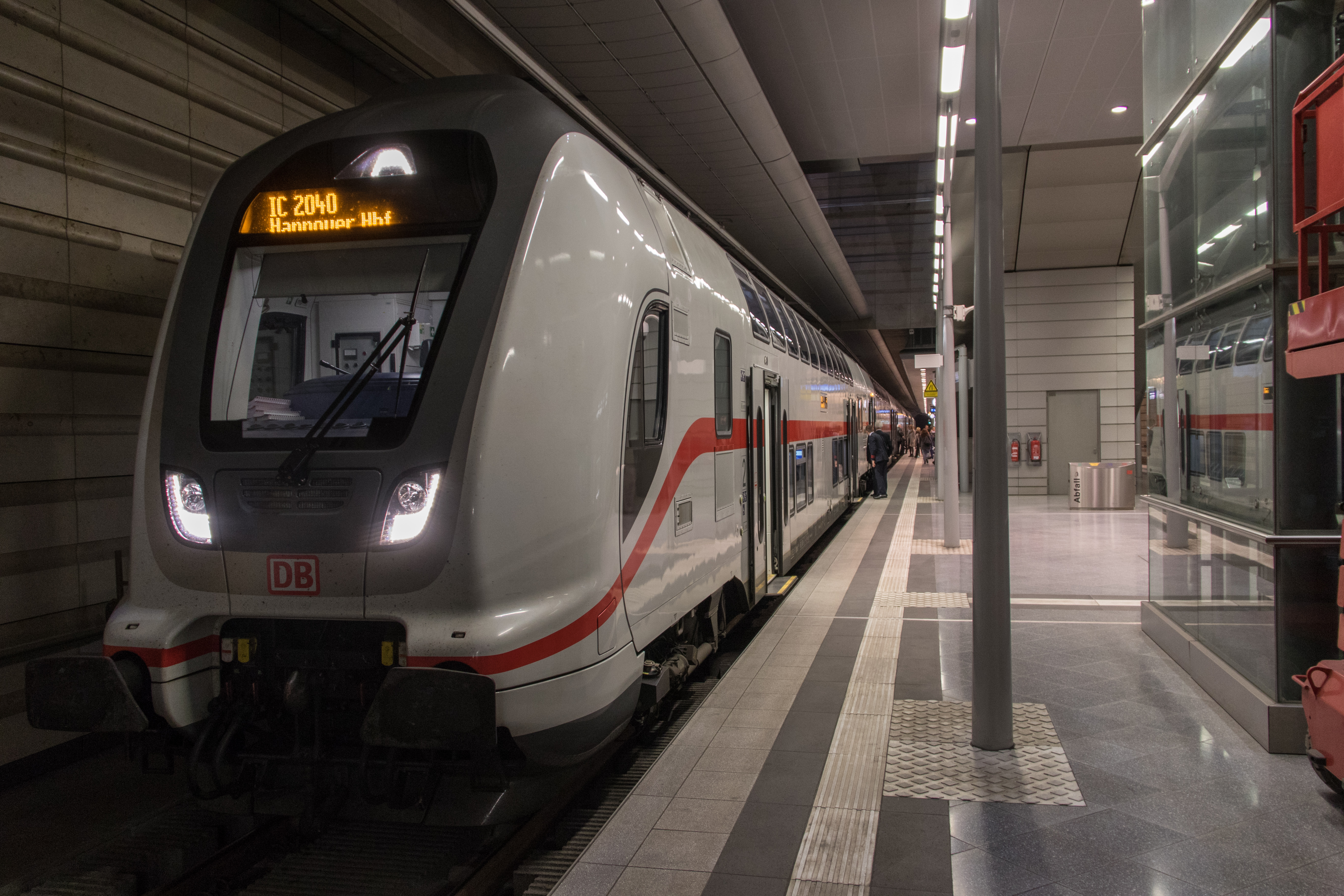
Leipzig Hauptbahnhof
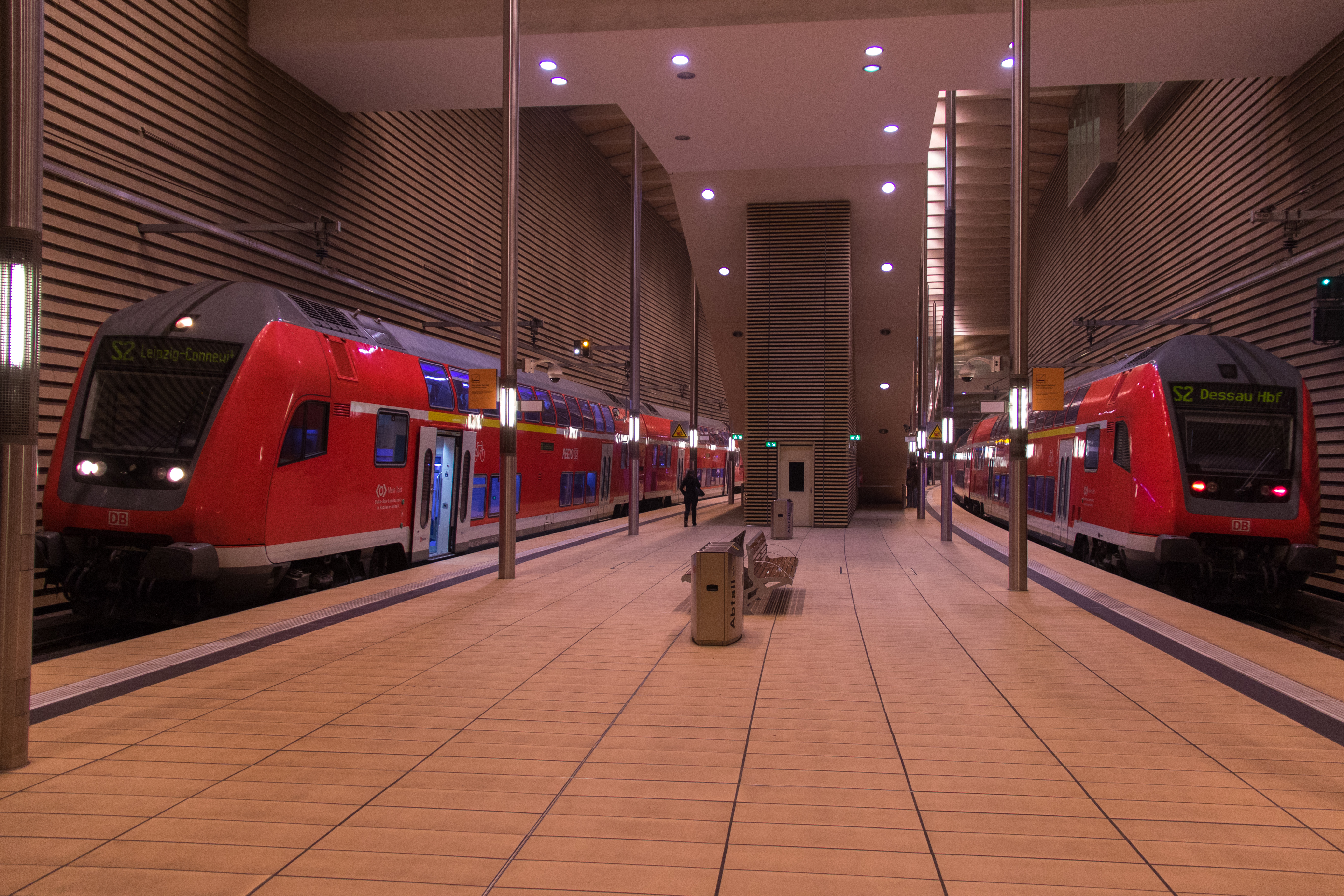
Leipzig Markt
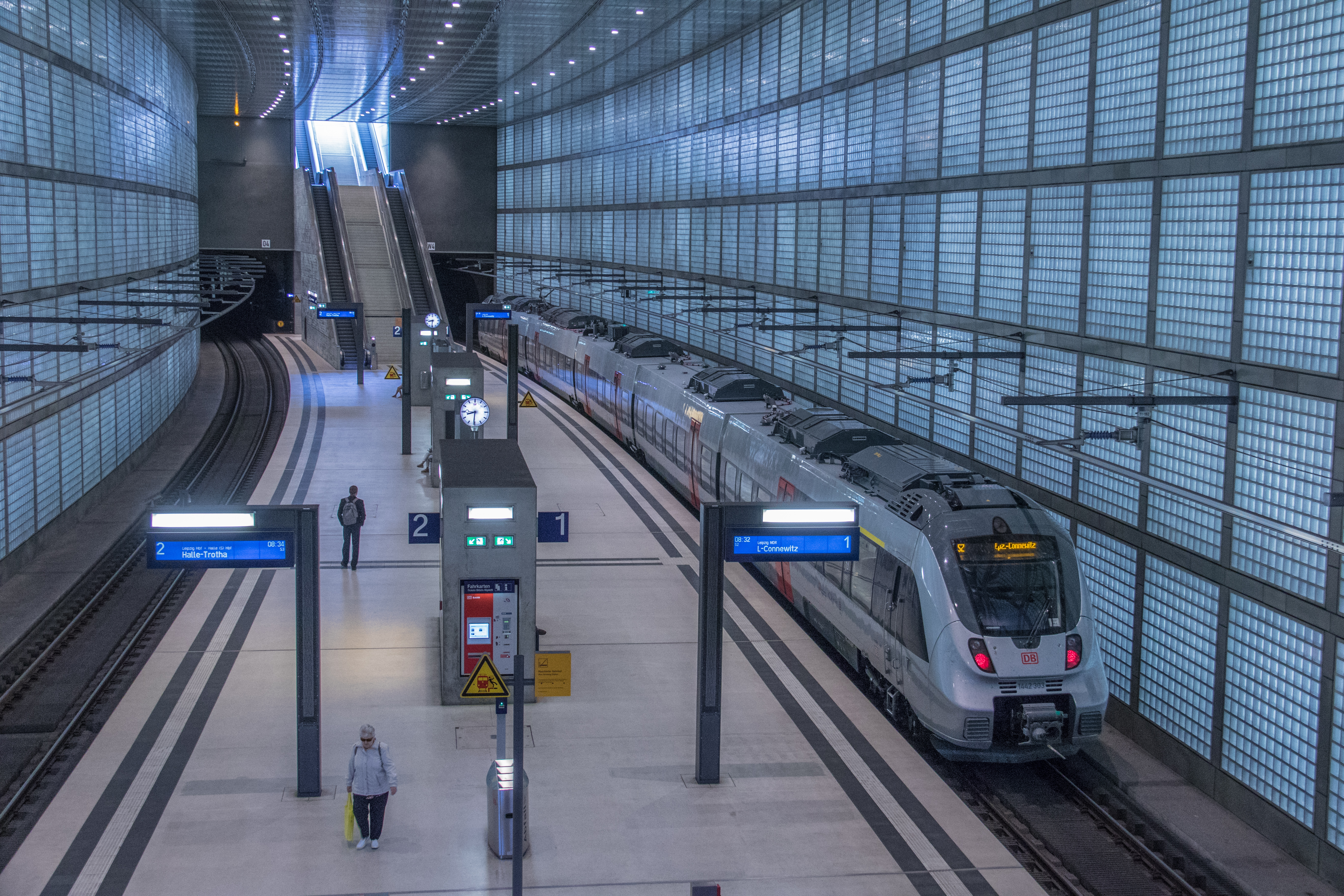
Leipzig Wilhelm-Leuschner-Platz
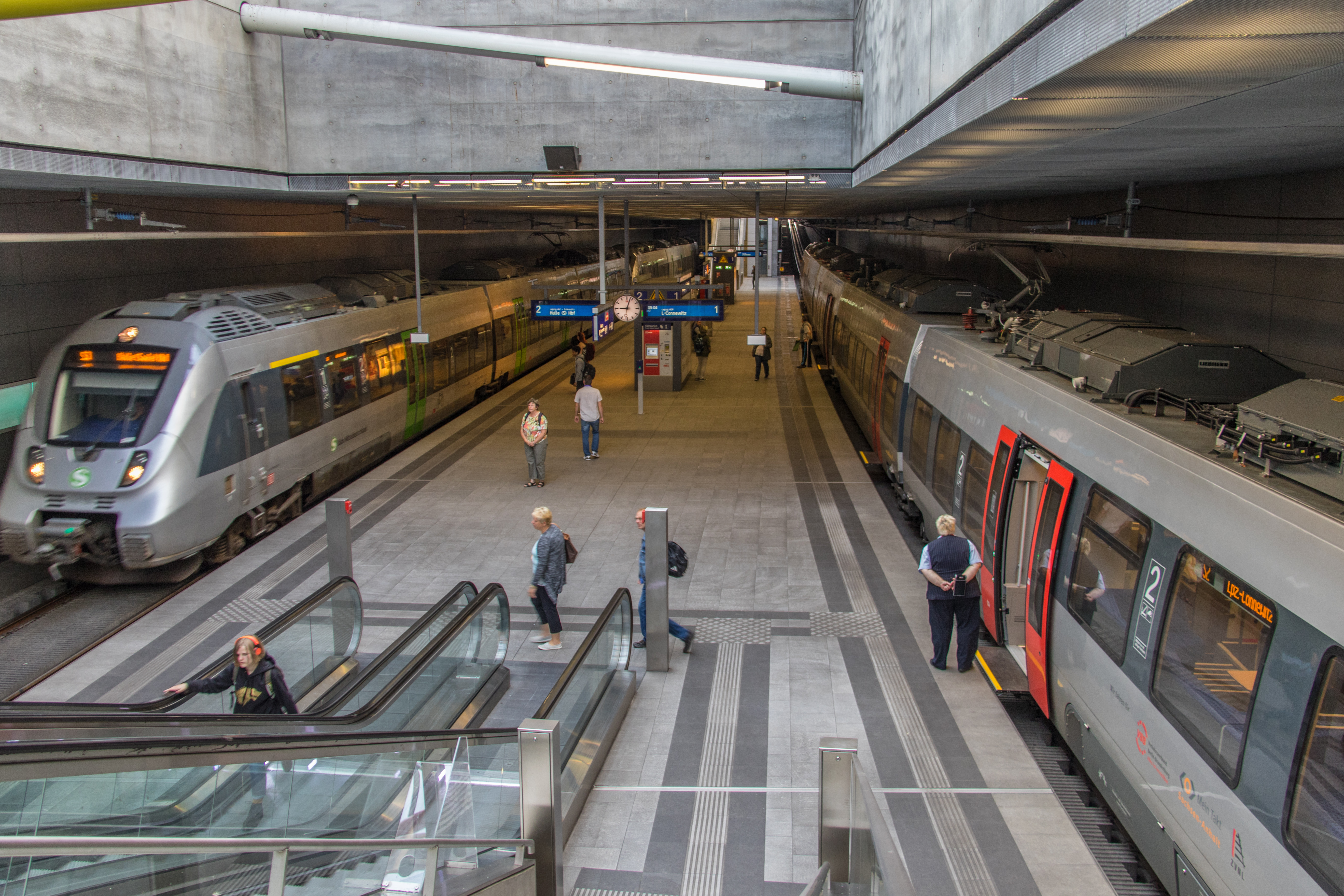
Leipzig Bayerischer Bahnhof
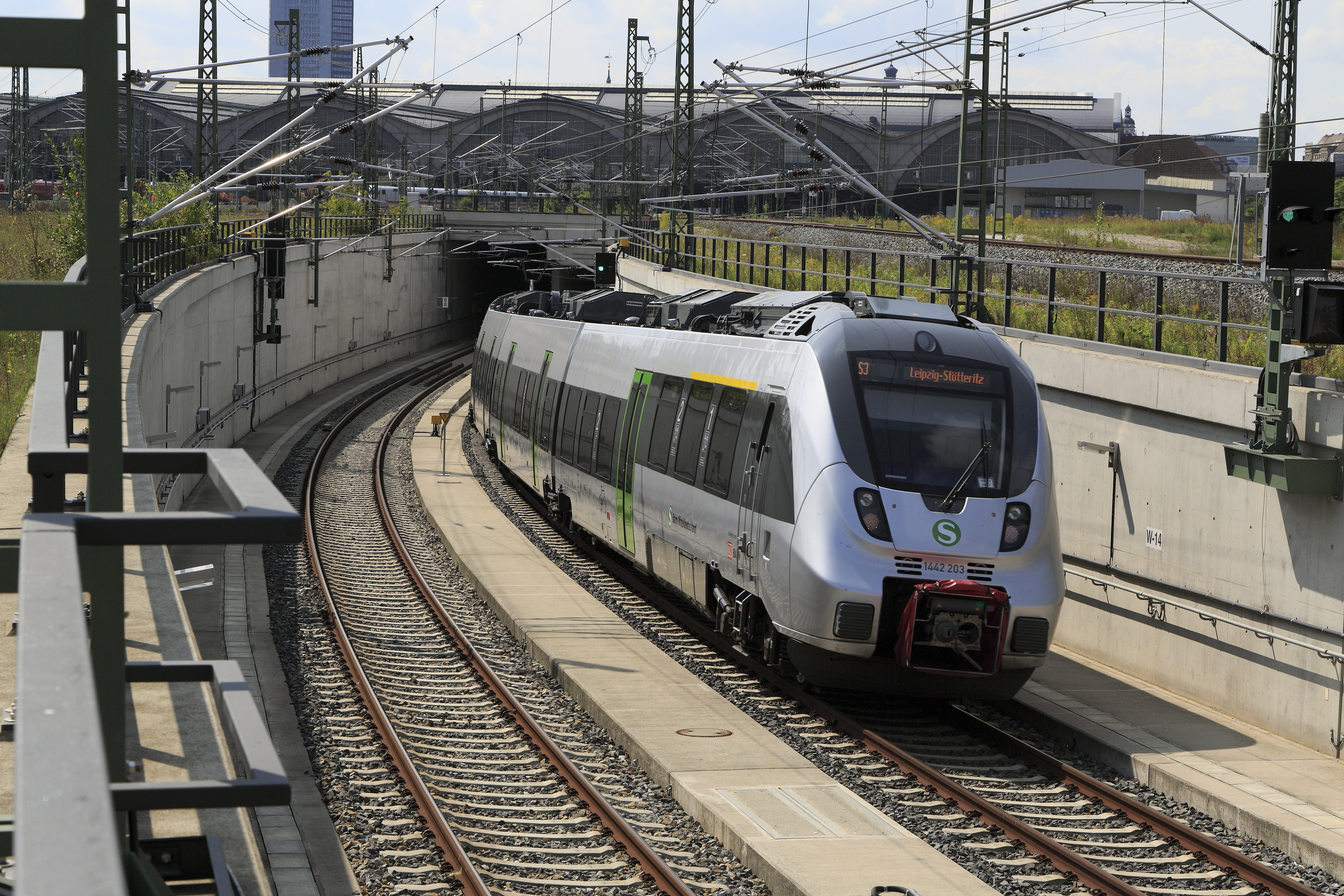
Västra tunnelentrén
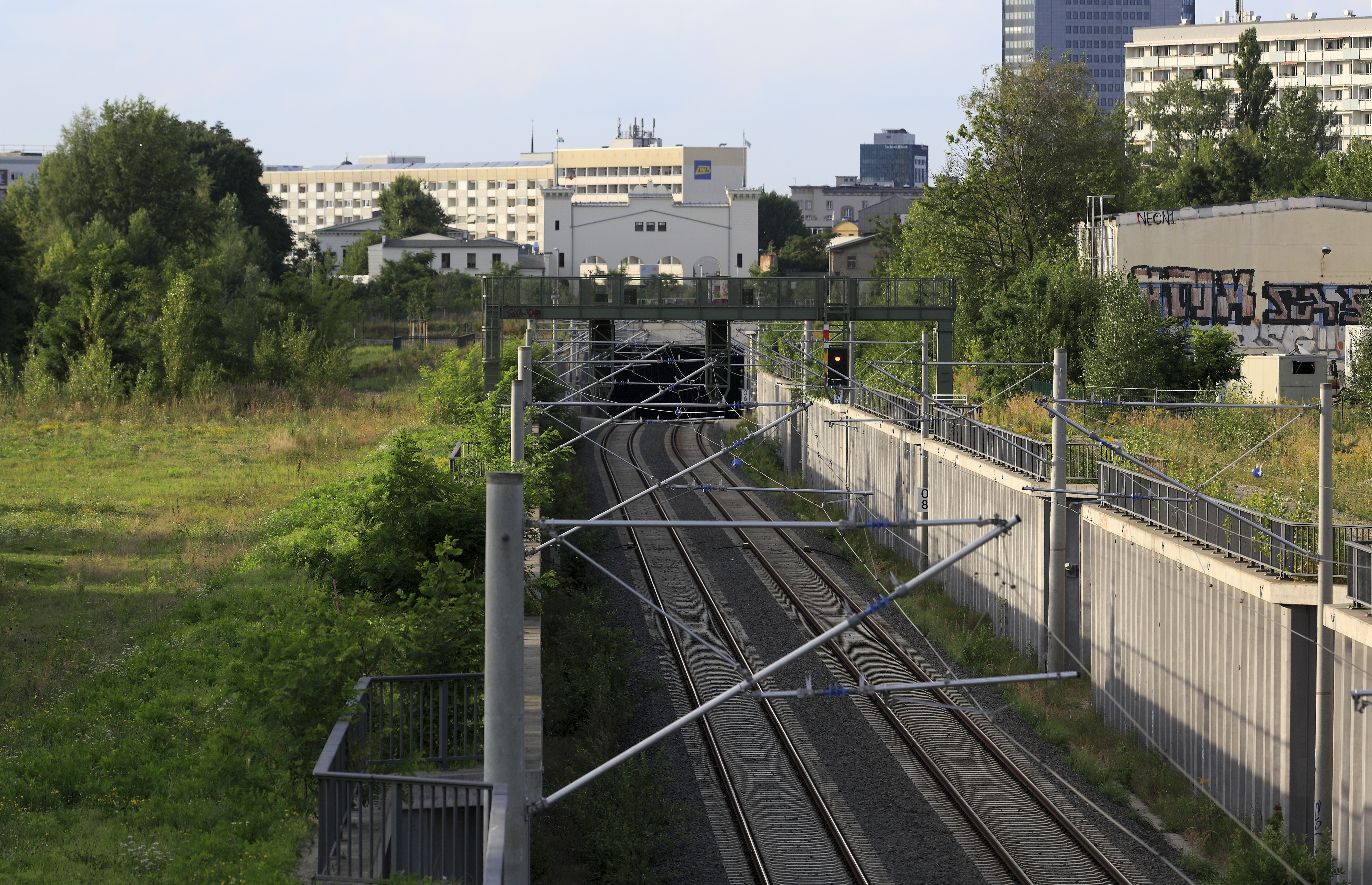
Södra tunnelentrén
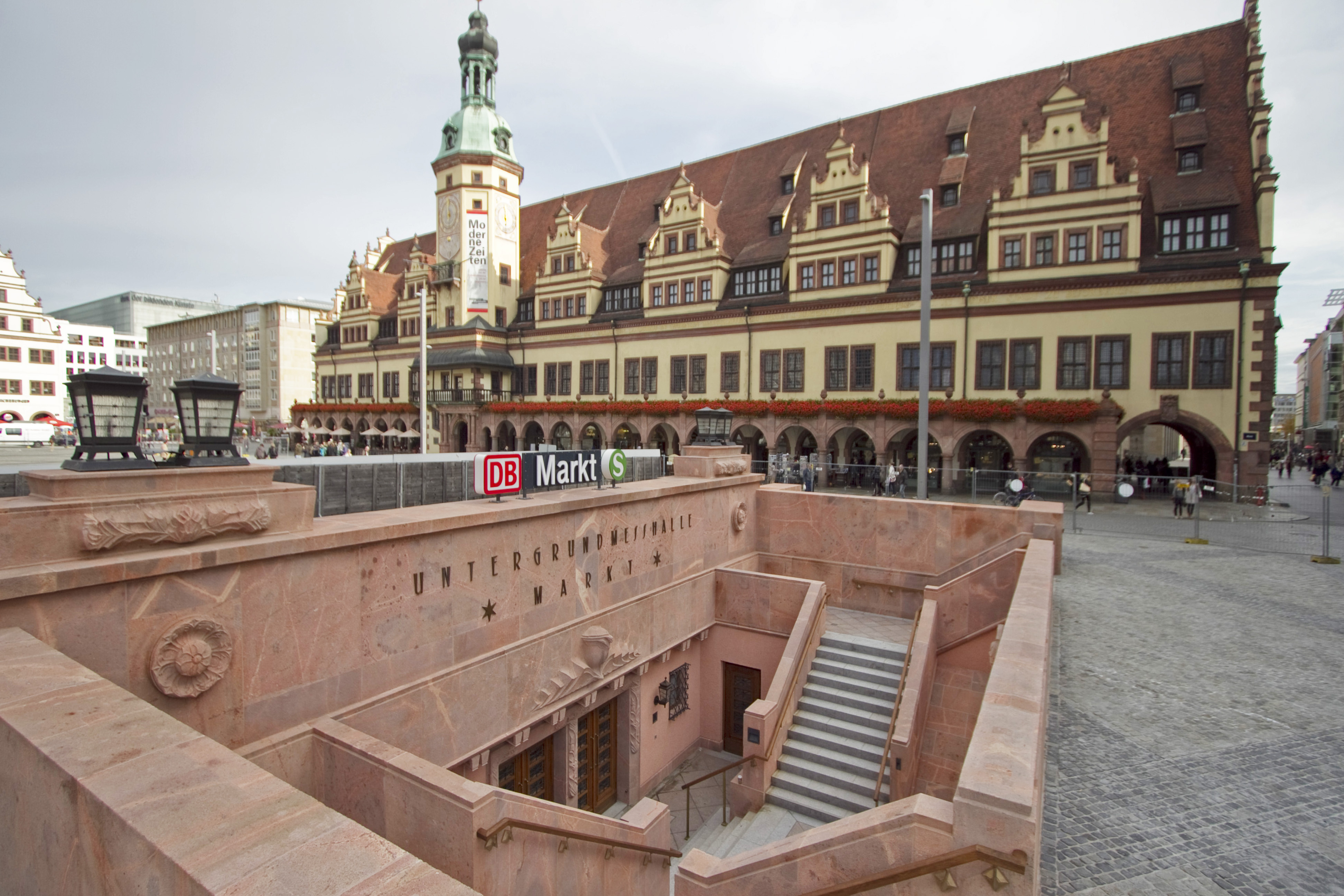
Entré till Markt station